# María Paz García Vera
María Paz García Vera (Madrid, 13 de marzo de 1964) es una psicóloga clínica española, catedrática de Psicología Clínica del Departamento de Personalidad, Evaluación y Psicología Clínica de la Universidad Complutense de Madrid (UCM), académica de número de la Academia de Psicología de España y directora del Grupo Internacional sobre Terrorismo y Construcción de la Paz (Task Force on Terrorism and Peace Building) de la International Association of Applied Psychology (IAAP). Desde el 22 de octubre de 2018 hasta el 12 de abril de 2019, sirvió como subdelegada del Gobierno de España en la Comunidad de Madrid y desde el 13 de abril de 2019 hasta el 13 de febrero de 2020, como delegada del Gobierno en la Comunidad de Madrid.

## Biografía
Tras disfrutar de una beca de Formación de Personal Investigador de la Comunidad de Madrid, se doctoró en psicología clínica, con la tesis: Hipertensión esencial .Validez de los valores clínicos de presión arterial y valoración de un programa de intervención conductual, con premio extraordinario en la UCM y , antes de incorporarse como profesora a esta Universidad en 1993, trabajó como psicóloga clínica y coordinadora de programas en la Unidad de Voluntarios de Socorro y Emergencia de la Cruz Roja.
Desde su inauguración en 1999, fue durante más de 16 años directora de la Clínica Universitaria de Psicología de la UCM, un centro sanitario de la Comunidad de Madrid que, además de realizar actividades docentes y de investigación, presta asistencia psicológica a la comunidad universitaria y a la población en general. El mismo día de los atentados del 11-M, la Clínica Universitaria de Psicología que dirigía publicó en Internet una Guía de Autoayuda Psicológica tras los Atentados del 11–M que recibió más de 130 000 visitas en los días posteriores a los atentados y puso en marcha, con el apoyo de la UCM, un servicio especial de asistencia psicológica para las víctimas de los atentados en el que medio centenar de pacientes con síntomas y trastornos por estrés agudo y postraumático, depresivos y de ansiedad recibieron tratamiento psicológico especializado.
Entre 2010 y 2012, colaboró con el Servicio de Psicología y Psicotecnia de la Guardia Civil en el diseño y puesta en marcha de un programa de atención psicológica para los guardias civiles y familiares afectados por atentados terroristas. Desde mayo de 2015 hasta mayo de 2017, fue directora de la Cátedra Extraordinaria Complutense-Unidad Militar de Emergencias Comandante Sánchez Gey de psicología en emergencias, desastres y catástrofes.
García Vera ha publicado más de 150 trabajos científicos o docentes y ha dirigido 23 tesis doctorales. Sus investigaciones han versado sobre el tratamiento psicológico de diversos trastornos mentales y de la salud como, por ejemplo, la hipertensión arterial esencial, el tabaquismo, los trastornos depresivos y de ansiedad, los problemas de violencia ascendente y, en los últimos años y en colaboración con la Asociación Víctimas del Terrorismo (AVT), se han centrado en el tratamiento de las consecuencias psicopatológicas de atentados terroristas y su tratamiento. En 2016, García Vera colaboró en el Estudio sobre los derechos de las víctimas de ETA. Su situación actual, publicado por el Defensor del Pueblo de España.
Tras declararse en España el estado de alarma por la pandemia de la COVID-19, participó en la creación y coordinó el servicio telefónico de atención psicológica del Ministerio de Sanidad y el Consejo General de la Psicología de España dirigido a familiares de enfermos o fallecidos por la COVID-19, profesionales con intervención directa en la gestión de la pandemia y población en general, en el que 43 psicólogos atendieron 15170 llamadas y llevaron a cabo un total de 11.417 intervenciones psicológicas.

## Premios y reconocimientos
- Premio de Investigación de Psicología Aplicada Rafael Burgaleta del Colegio Oficial de Psicólogos de Madrid en sus ediciones III, XX y XXIII.[30]
- Premio de Investigación de Psicología Lafourcade-Ponce en su IX edición.[31]
- Mención Especial en la modalidad de Ciencias Biomédicas y de la Salud del III Premio de Transferencia de Tecnología y de Conocimiento de la UCM.[32]
- Medalla de Honor (Cruz de la Dignidad) de la Asociación Víctimas del Terrorismo (AVT).[33]
- Cruz con Distintivo Blanco de la Orden del Mérito del Cuerpo de la Guardia Civil.
- Diploma de Excelencia Docente de la Universidad Complutense de Madrid en 2015[34] y en 2016.[35]
- Colegiada de Honor del Colegio Oficial de la Psicología de la Comunidad Valenciana.[36]
- Cruz de ingreso en la Orden del Mérito Policial con distintivo blanco del Ministerio del Interior.[37]
- Premio José Luis Pinillos a la Excelencia en Psicología 2019 al Psicólogo Español Destacado por su Actividad Profesional concedido por el Consejo General de la Psicología de España, la Conferencia de Decanos y Decanas de Psicología de las Universidades españolas (CDPUE) y la Academia de la Psicología de España.[38]

## Obras
- García Vera, María Paz; Labrador, Francisco Javier; Larroy, Cristina (2008). Ayuda psicológica a las víctimas de atentados y catástrofes: guía de autoayuda y pautas de intervención psicológica elaboradas tras los atentados del 11-M. Madrid: Editorial Complutense. ISBN 978-84-7491-919-6.[10]
- González Álvarez, María; García Vera, María Paz; Graña Gómez, José Luis; Morán Rodríguez, Noelia; Gesteira Santos, Clara; Fernández Arias, Ignacio; Moreno Pérez, Natalia; Zapardiel Fernández, Alejandro (2013). Programa de tratamiento educativo y terapéutico por maltrato familiar ascendente. Madrid: Agencia para la Reeducación y Reinserción del Menor Infractor. ISBN 978-84-695-8987-8.[23]
- García Vera, María Paz; Sanz Fernández, Jesús (2016). Tratamiento de los trastornos depresivos y de ansiedad en niños y adolescentes: de la investigación a la consulta. Madrid: Pirámide. ISBN 978-84-368-3650-9.[39]
- López Méndez, Ernesto; Paños Martín, Jesús; Costa Cabanillas, Miguel; García Vera, María Paz (2020). Familias competentes. Por una convivencia confortable en casa. Madrid: Pirámide. ISBN 978-84-368-4307-1.[40]